# Панамская мирикина
Панамская мирикина (лат. Aotus lemurinus) — вид млекопитающих надсемейства широконосых обезьян. Обитает в тропических и субтропических лесах Южной Америки.

## Описание
Голова небольшая, круглая. Глаза большие, что является следствием ночного образа жизни. Брови светлые, густые; между бровями тёмная отметина. Шерсть густая, на брюхе жёлтая или оранжевая. Хвост, цветом от тёмно-коричневого до оранжевого, не является хватательным.
Конечности стройные, с длинными пальцами. Подушечки пальцев широкие. Взрослые животные весят до 1,3 кг. Половой диморфизм не выражен.

## Поведение
Обитает как в сухих, так и во влажных лесах, встречаясь на всех ярусах леса. На землю спускается очень редко. Ареал простирается от Колумбии до Эквадора и Панамы.
День проводит в дуплах деревьев или в густых зарослях, ночью добывает пищу. В рационе преимущественно фрукты, кроме того поедает листья, насекомых, нектар, мелких млекопитающих и птиц.
Образует небольшие группы, состоящие из пары взрослых обезьян и их потомства. Самка приносит потомство раз в год в конце сухого сезона или в середине влажного сезона. Беременность длится в среднем 133 дня, в помёте один, редко два детёныша. Половое созревание наступает в возрасте от 2,5 до 3,5 лет.

## Классификация
Ранее выделялись до четырёх подвидов. Все они были со временем выделены в отдельные виды. Три вида, которые ранее считались подвидами:
- Aotus brumbacki
- Aotus griseimembra
- Aotus zonalis

Кроме того, Aotus hershkovitzi теперь считает синонимом панамской мирикины.